# Overland (Automarke)
Overland war eine US-amerikanische Automarke.

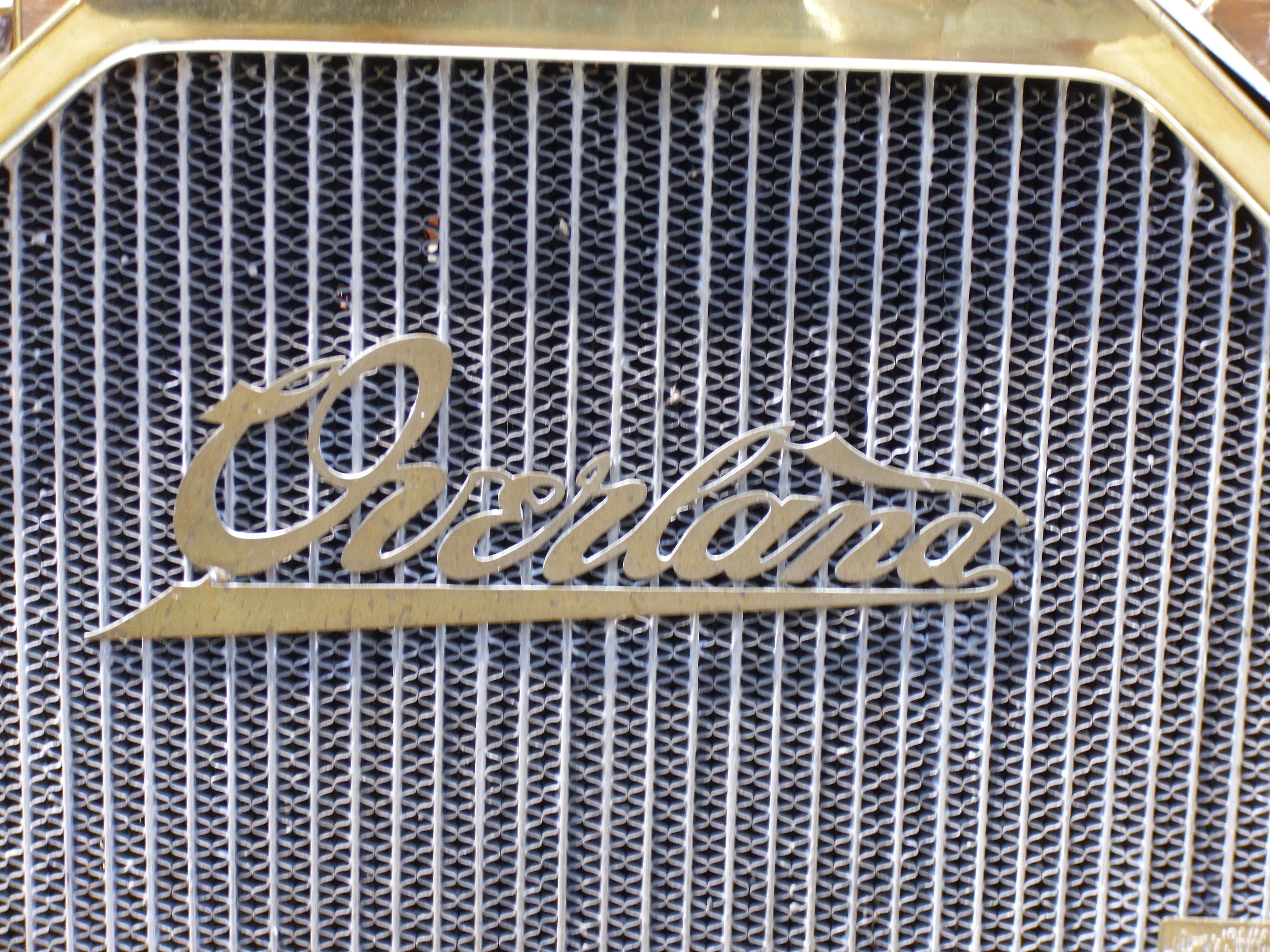
Schriftzug auf dem Kühlergrill eines Overland von 1910

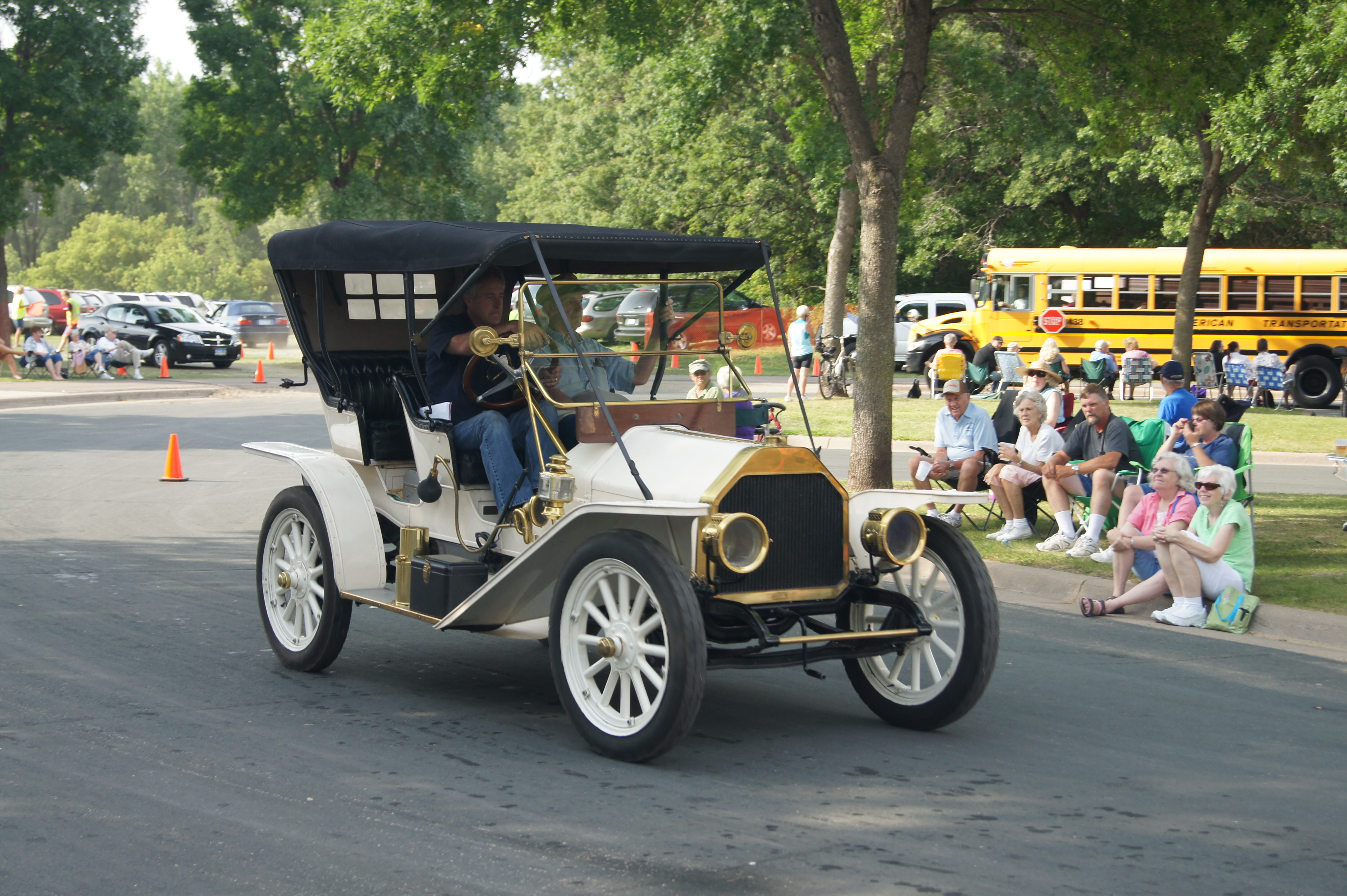
Overland von 1908

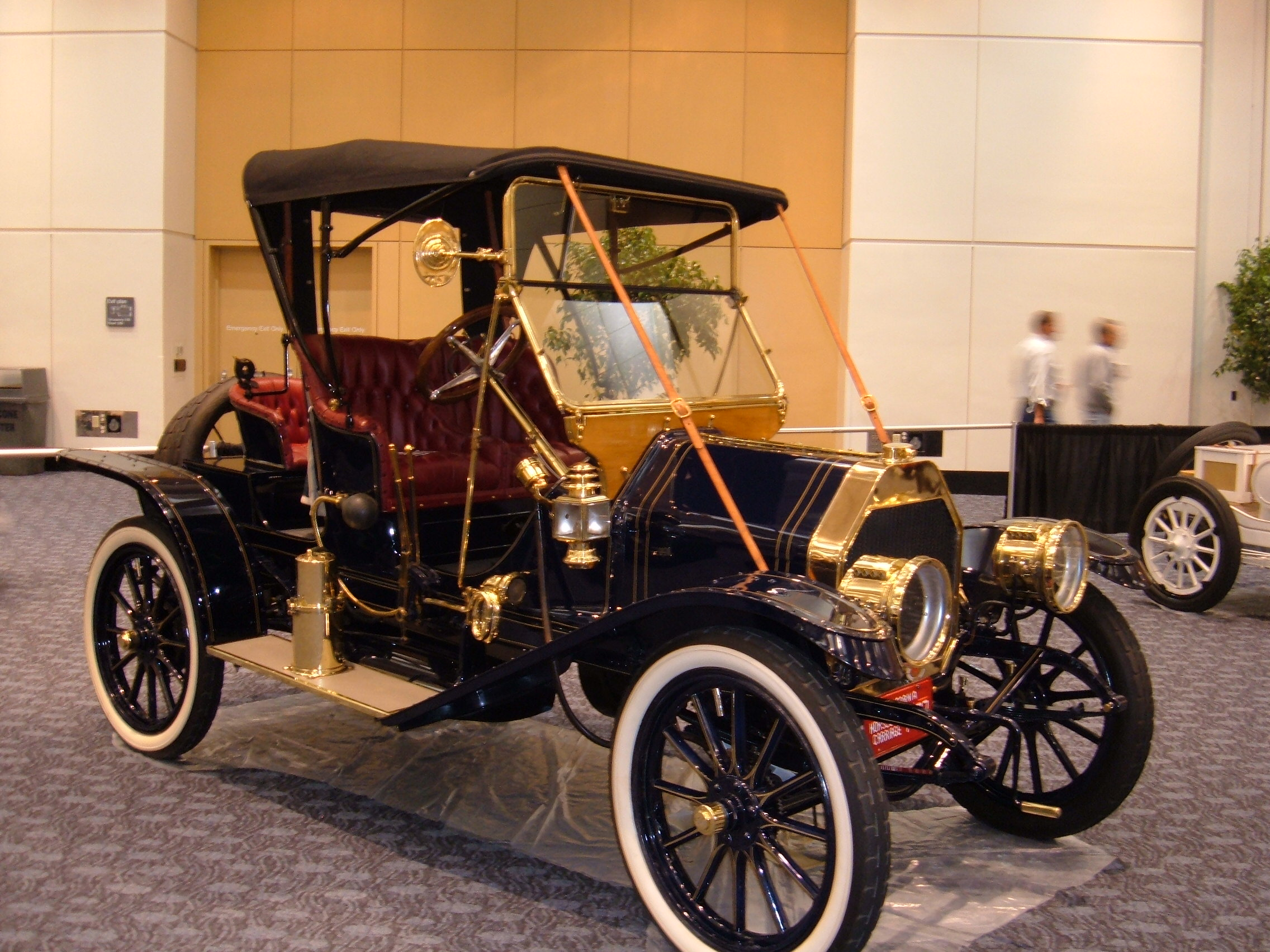
Overland von 1910

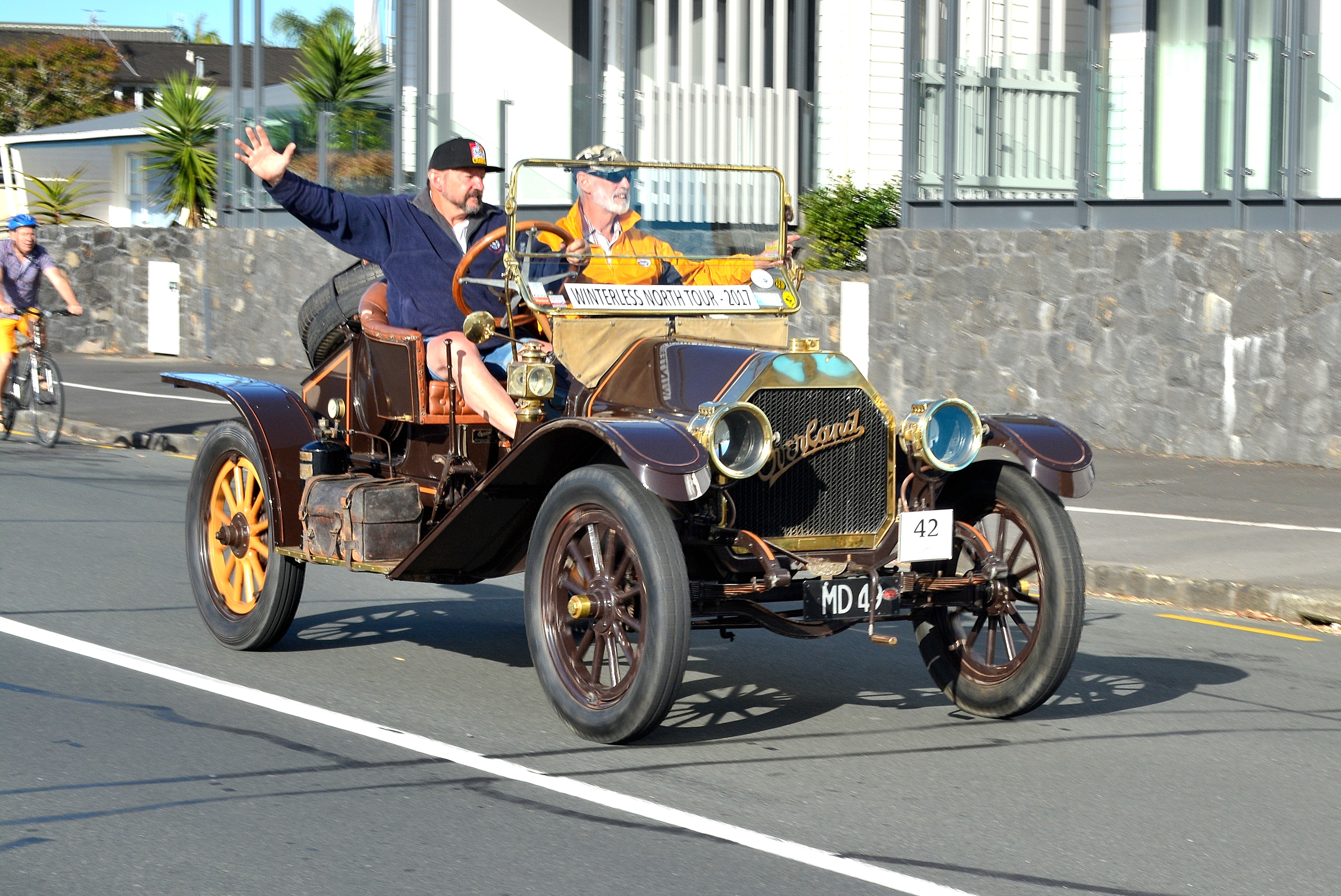
Overland von 1911

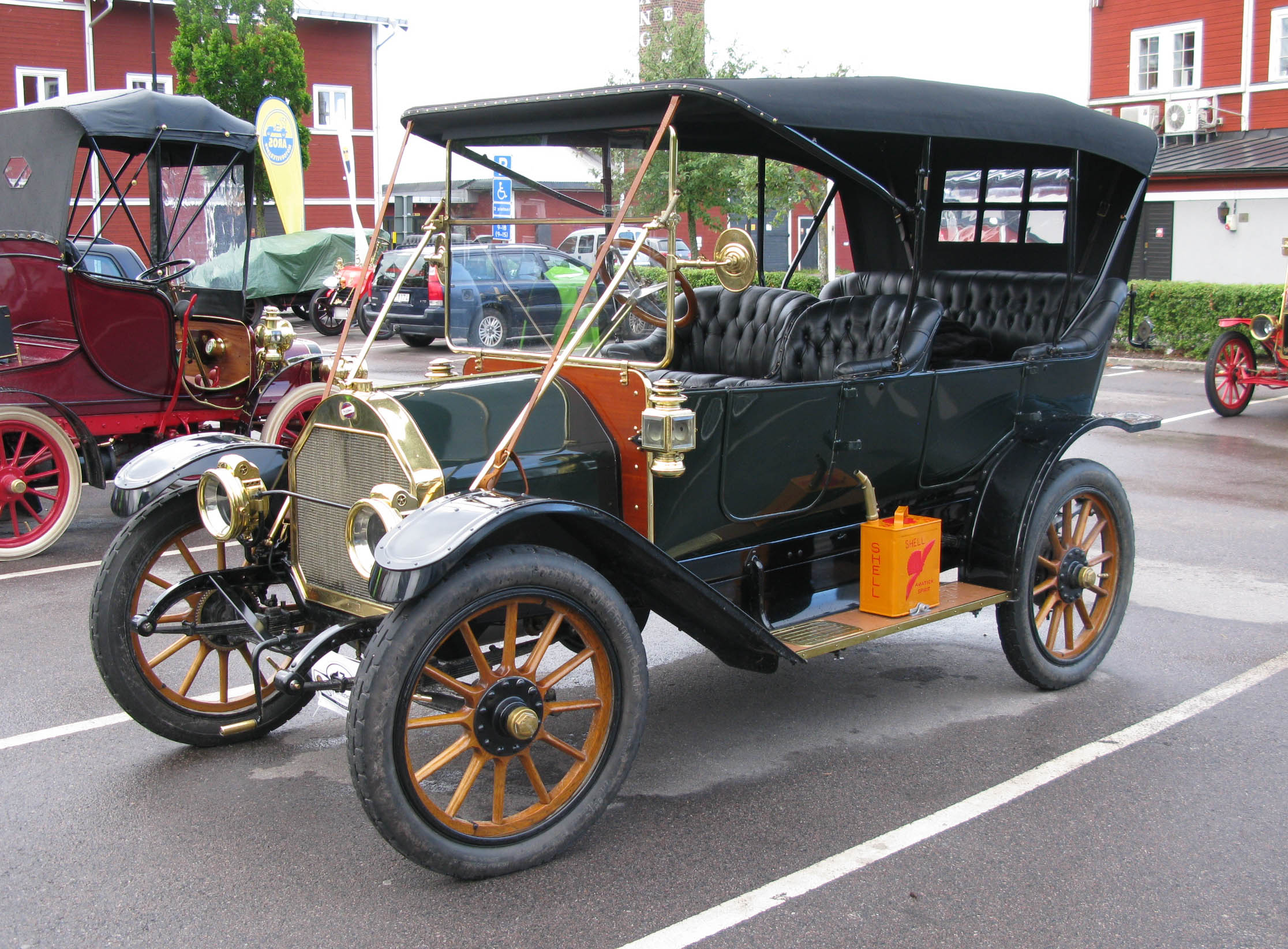
Overland von 1912

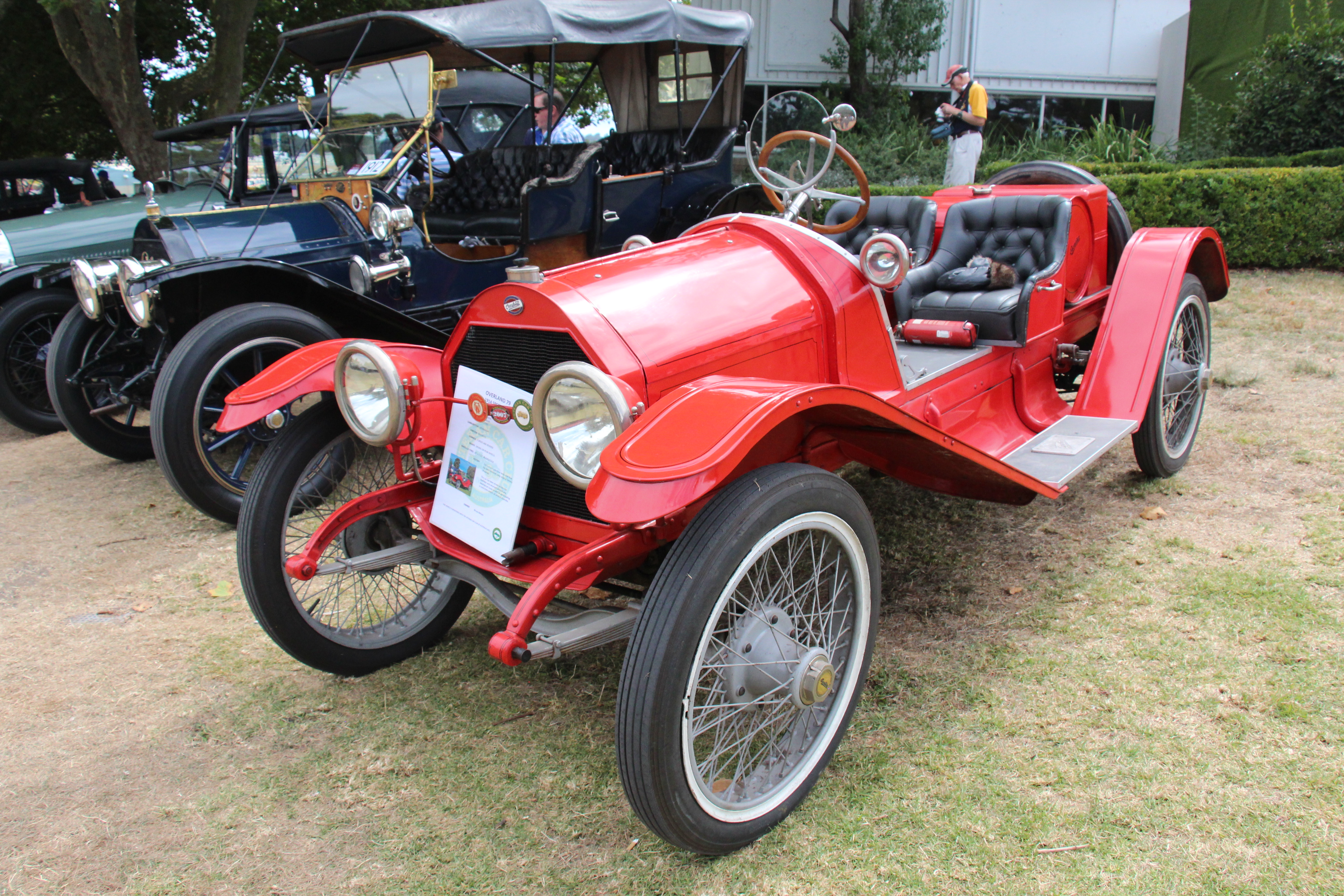
Overland von 1914

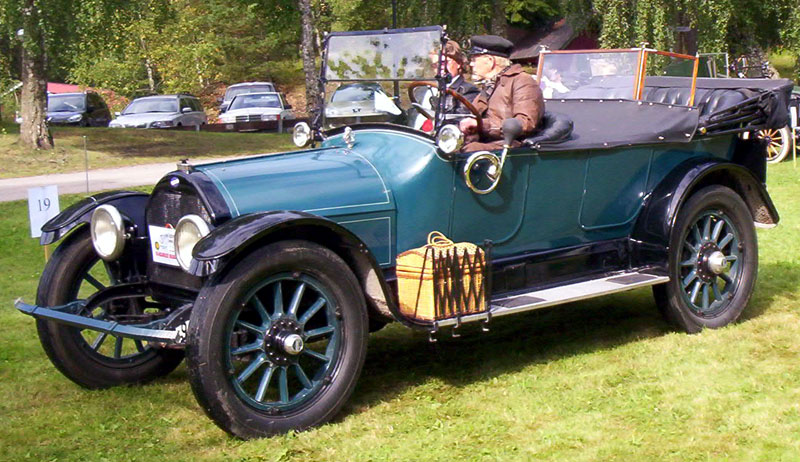
Overland von 1915

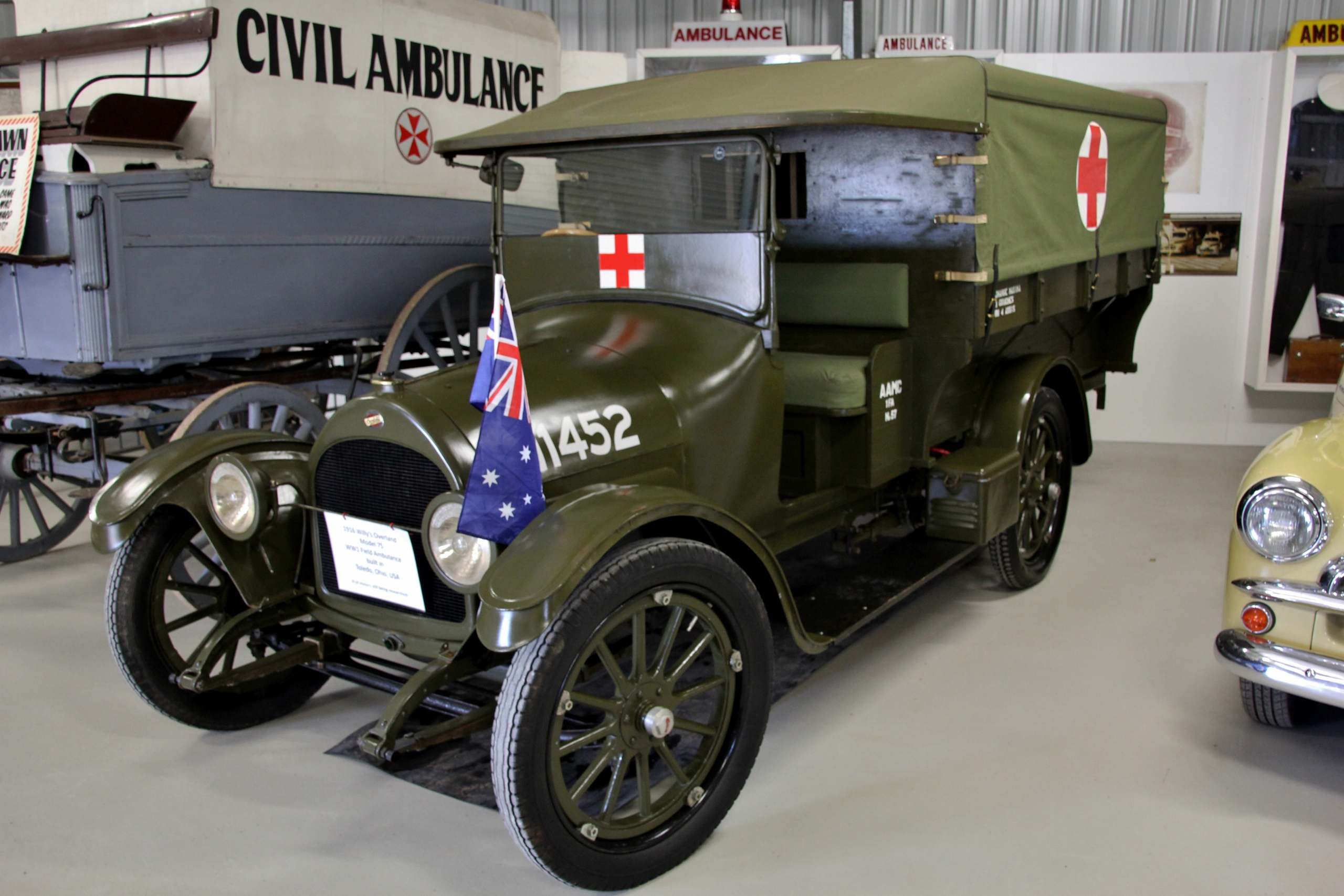
Overland von 1916

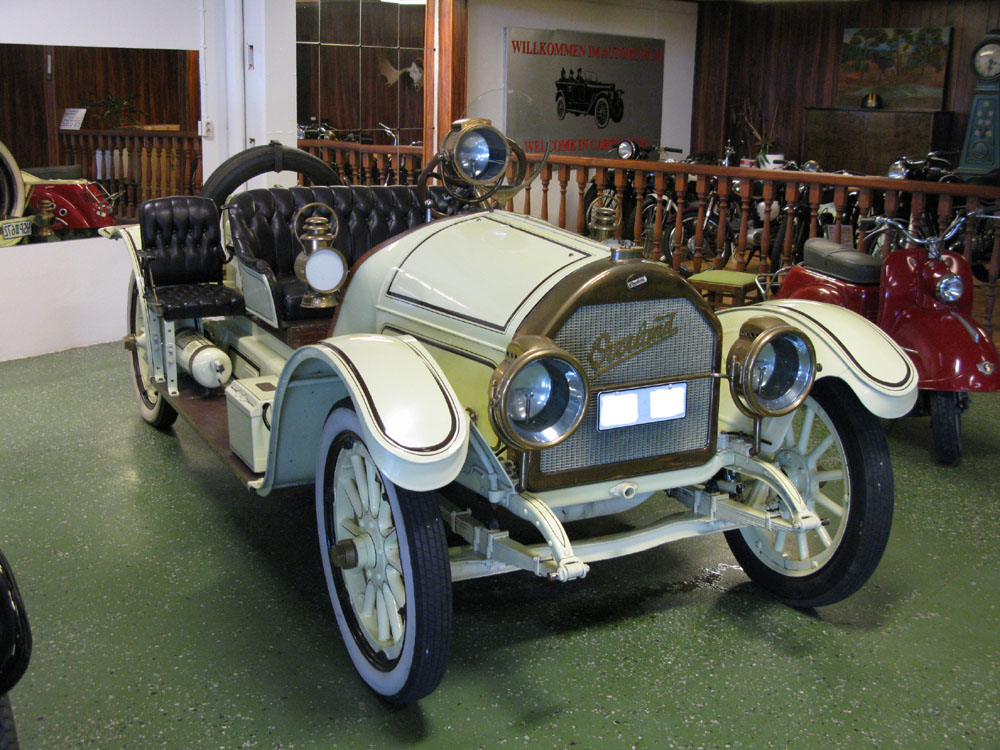
Overland von 1917

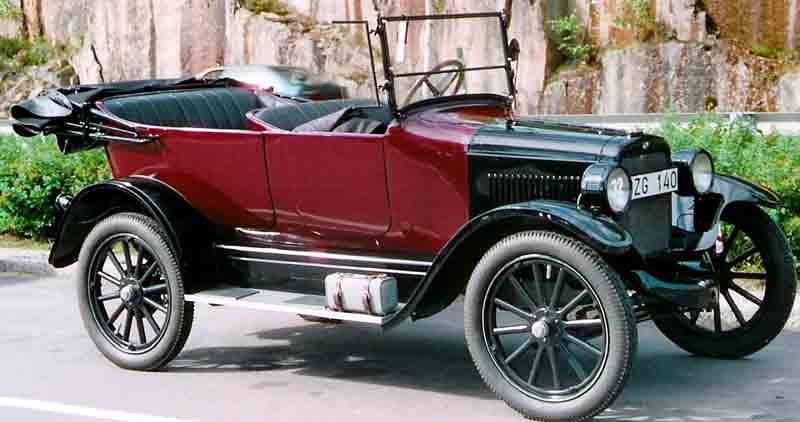
Overland Model 91 von 1922

## Markengeschichte
Charles Minshall war Präsident der Standard Wheel Company aus Terre Haute in Indiana. Er beauftragte 1902 seinen Techniker Claude E. Cox mit der Konstruktion eines Automobils. Am 12. Februar 1903 war der erste Prototyp fertig. Die Produktion von Automobilen begann. Der Markenname lautete Overland. Im Januar 1905 wurde die Produktion in ein anderes Werk des Unternehmens nach Indianapolis verlagert.
David M. Parry übernahm die Automobilabteilung und gründete am 31. März 1906 die Overland Automobile Company. Die Wirtschaftskrise von 1907 traf das Unternehmen hart. Der Händler John North Willys aus Elmira im US-Bundesstaat New York übernahm und setzte die Produktion fort. Er expandierte stark und vervielfachte die Produktionszahlen.
1909 übernahm Willys Anteile an der Marion Motor Car Company aus Indianapolis sowie das Werk der Pope Motor Car Company in Toledo in Ohio. In dieser Stadt gründete er 1909 die Willys-Overland Company. Er setzte die Produktion fort und behielt den Markennamen vorerst bei. Später führte er auch die Marken Willys-Knight und Willys ein.
1926 wurde der Markenname Overland aufgegeben. 1939 tauchte der Name zwar erneut auf, allerdings nur als Modellbezeichnung von Willys.

## Fahrzeuge
Das erste Modell Model 13 aus den Jahren 1903 bis 1904 hatte einen Einzylindermotor und war als Runabout karosseriert.
Die folgenden Model 15, Model 16 und Model 17 hatten einen Zweizylindermotor und waren ebenfalls Runabouts.
Dann folgten viele Modelle mit einem Vierzylindermotor.
Model 34, Model 82 und Model 86 hatten einen Sechszylindermotor.
Bei den Fahrzeugen von 1917 bis 1919 ist anhand der Modellbezeichnung erkennbar, ob sie einen Vier- oder Sechszylindermotor hatten.
Das Model 93 war das letzte Modell mit einem Sechszylindermotor.

## Modellübersicht
| Jahr | Modell |
| ---- | --- |
| 1903 | Model 13 |
| 1904 | Model 13, Model 15                                                                                           |
| 1905 | Model 15, Model 17, Model 18                                                                                 |
| 1906 | Model 16, Model 18                                                                                           |
| 1907 | Model 22 |
| 1908 | Model 24 |
| 1909 | Model 30, Model 31, Model 32, Model 34                                                                       |
| 1910 | Model 38, Model 40, Model 41, Model 42                                                                       |
| 1911 | Model 45, Model 46, Model 47, Model 49, Model 50, Model 51, Model 52, Model 53, Model 54, Model 55, Model 56 |
| 1912 | Model 58, Model 59, Model 60, Model 61                                                                       |
| 1913 | Model 69, Model 71                                                                                           |
| 1914 | Model 46, Model 79                                                                                           |
| 1915 | Model 80, Model 81, Model 82                                                                                 |
| 1916 | Model 75, Model 83, Model 84, Model 86                                                                       |
| 1917 | Light Four 90, Big Four 85, Light Six 85                                                                     |
| 1918 | Light Four 90, Big Four 85, Light Six 85                                                                     |
| 1919 | Light Four 90                                                                                                |
| 1920 | Model 4 |
| 1921 | Model 4 |
| 1922 | Model 4 |
| 1923 | Model 91, Model 92                                                                                           |
| 1924 | Model 91, Model 92                                                                                           |
| 1925 | Model 91, Model 92, Model 93                                                                                 |
| 1926 | Model 91, Model 92, Model 93                                                                                 |

## Produktionszahlen
Produktionszahlen sind nur bis 1914 überliefert, denn danach produzierte die Willys-Overland Company auch Fahrzeuge der Marken Willys-Knight und Willys. Von 1912 bis 1918 lag Overland hinter Ford auf Rang zwei der US-Automobilindustrie.
| Jahr  | Produktionszahl |
| ----- | --------------- |
| 1903  | 11              |
| 1904  | 23              |
| 1905  | 36              |
| 1906  | 47              |
| 1907  | 5               |
| 1908  | 465             |
| 1909  | 4.907           |
| 1910  | 15.598          |
| 1911  | 18.745          |
| 1912  | 28.572          |
| 1913  | 37.422          |
| 1914  | 48.461          |
| Summe | 154.292         |